# Refugi de l'Angonella
El Refugi de l'Angonella és un refugi de muntanya de la Parròquia d'Ordino (Andorra) a 2234,9 m d'altitud i situat a la dreta del camí de l'Angonella prop de la Bassa del Racó i molt prop dels estanys de l'Angonella.

## Característiques

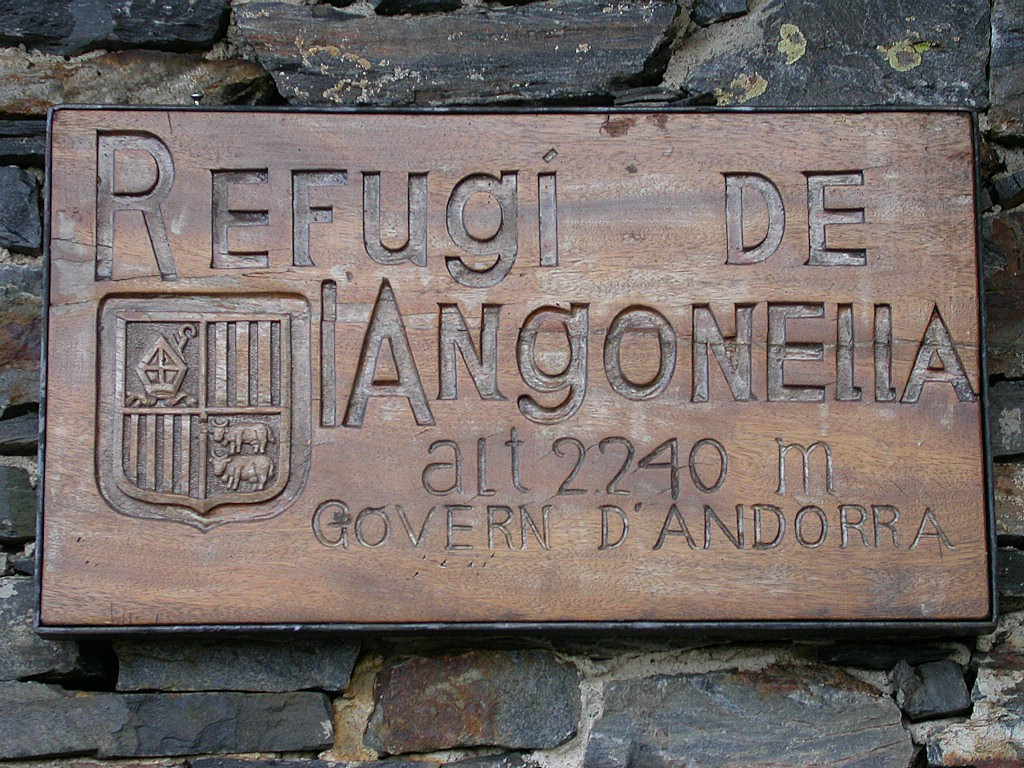
Placa identificativa a l'exterior.

El refugi fet amb pedra és de lliure accés i està obert tot l'any. Va ser construït el 1989 pel Govern d'Andorra i té capacitat per a 6 persones amb lliteres i xemeneia per a fer foc. El manteniment, que bàsicament es realitza els mesos d'estiu, és competència del Ministeri d'Agricultura i Medi Ambient qui té cura que aquest refugi sempre estigui net tot garantint-ne l'habitabilitat.

## Accés
L'accés al refugi es fa habitualment a partir del poble de Llorts i la caminada dura entre 4 i 5 hores. L'itinerari, que està ben indicat, surt del costat de la font de la Plaça de Llorts on hi ha un petit aparcament per deixar el cotxe. Com que el camí segueix una GRP, podem seguir les marques de pintura (grogues i vermelles) tot observant el ric patrimoni d'aquesta frondosa vall gràcies a la presència d'antigues bordes de muntanya fins a arribar a la Costa de la Sucarana i d'aquí, per l'Estret de l'Angonella, atènyer el refugi que ens queda a la dreta, després de gairebé 1000 m de desnivell acumulat.

## Ascensions
Prenent el refugi com a base d'excursions, es té a l'abast els tres Estanys de l'Angonella i els cims propers d'Arcalis, Cataperdís, Port d'Arinsal i Pic de les Fonts.

## Imatges

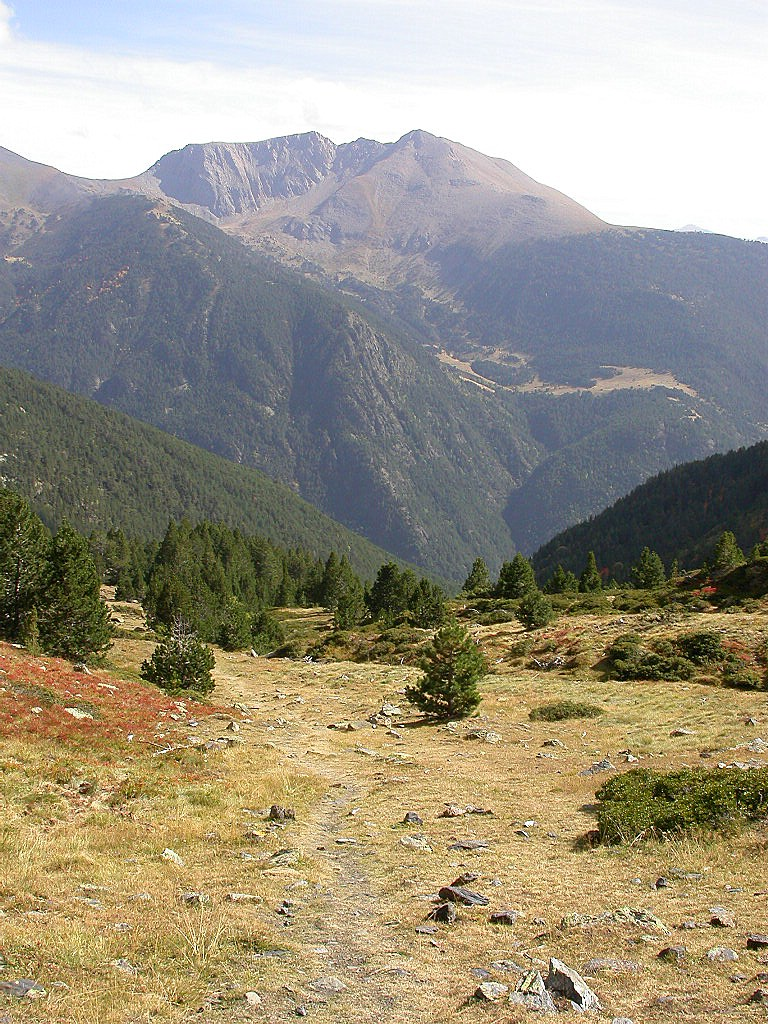
Camí de l'Angonella i Pic de Cassamanya al fons
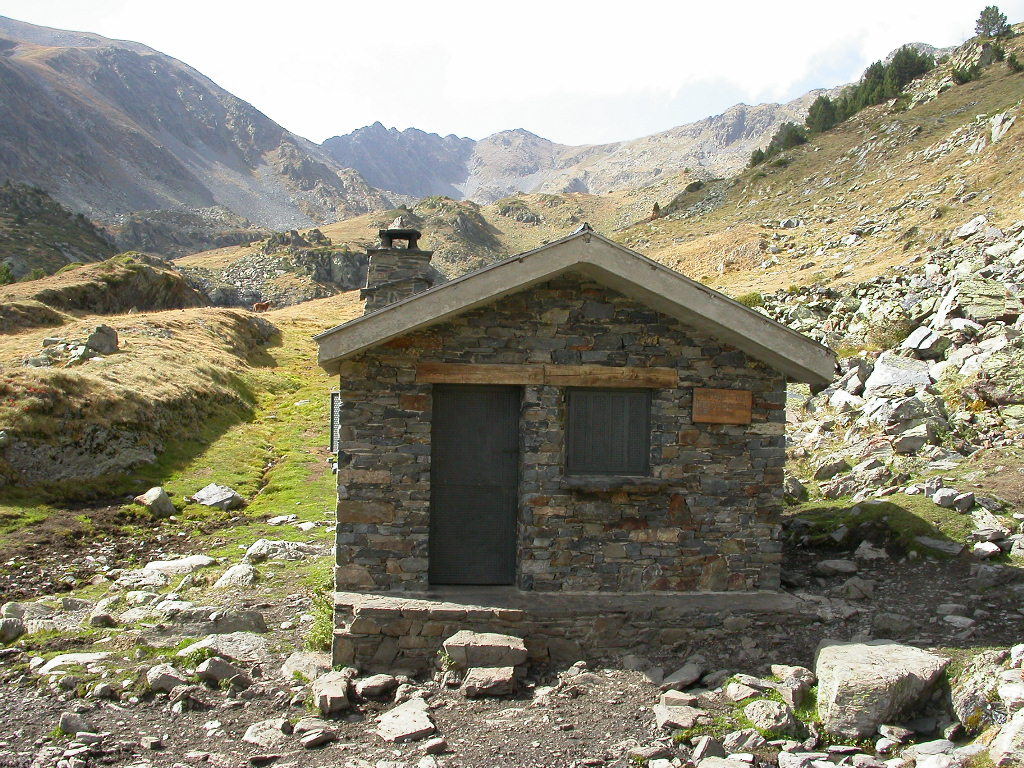
Refugi amb el fons del circ
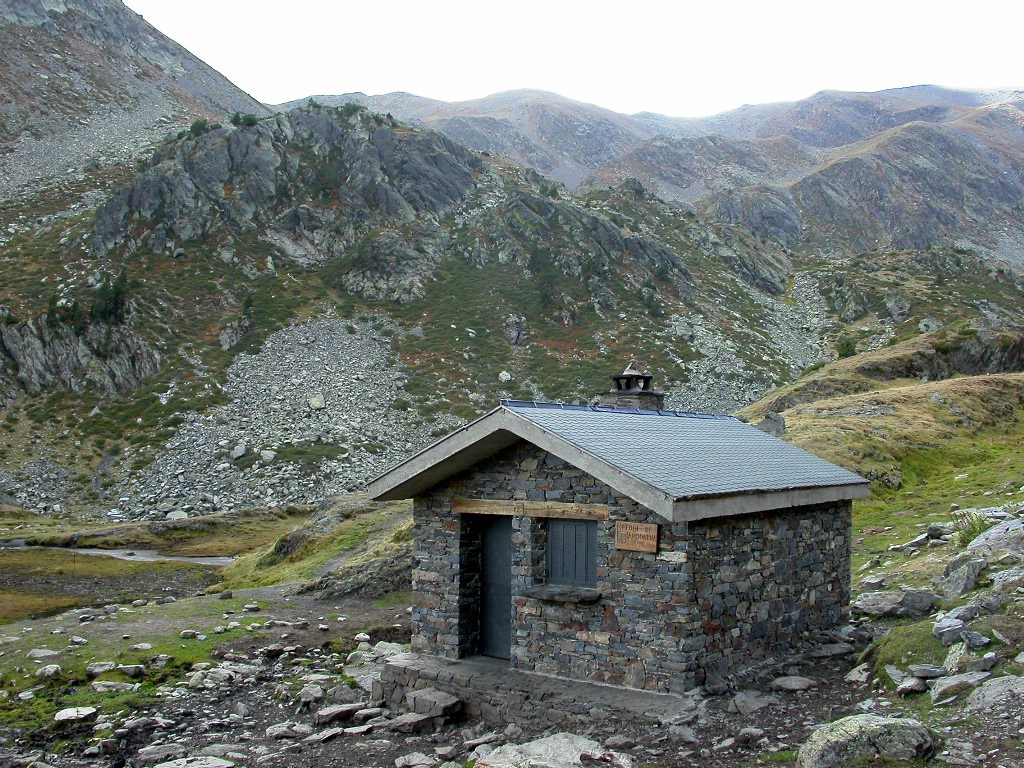
Refugi, vessant sud
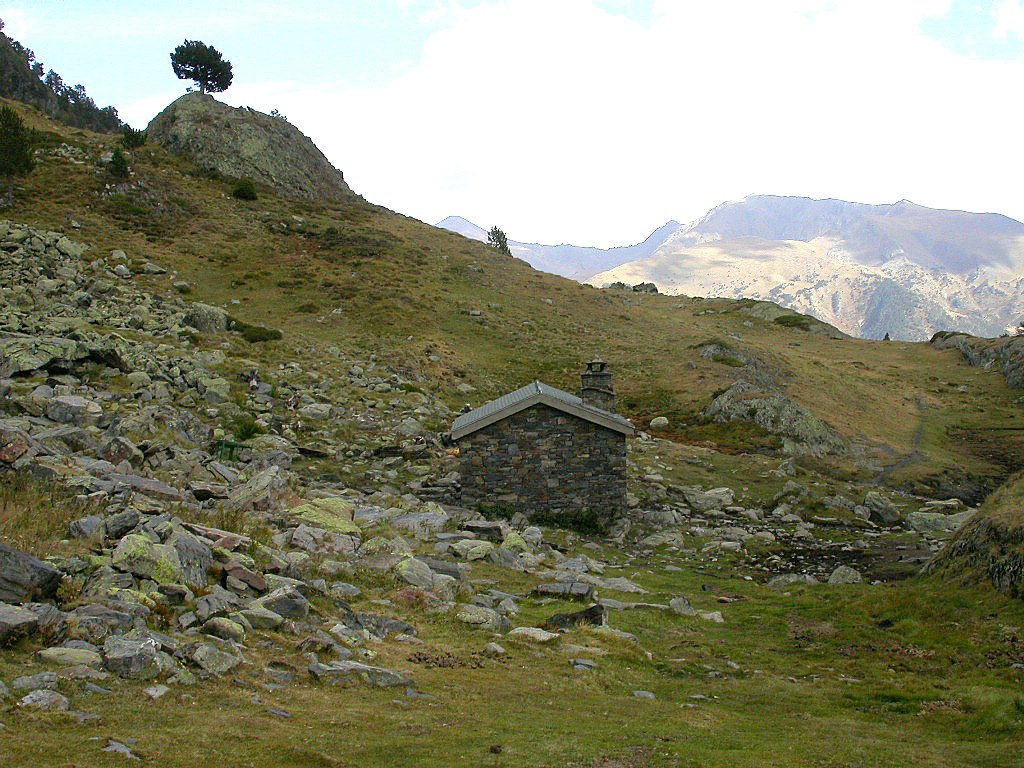
Refugi, vessant nord-est
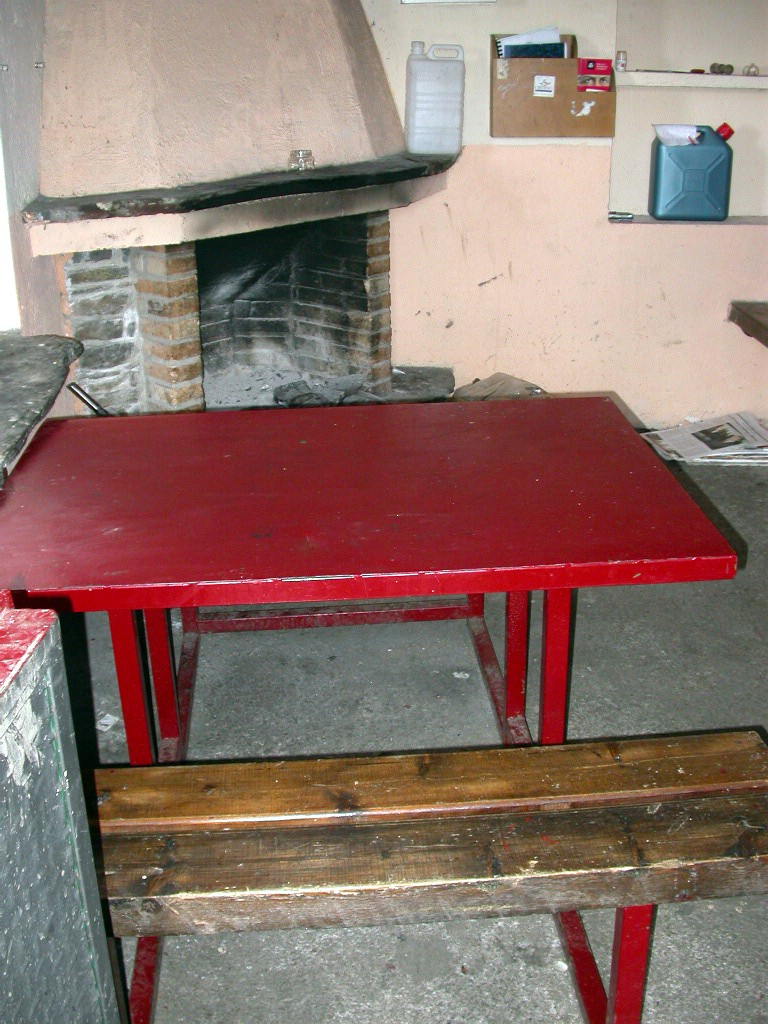
Interior del refugi